# Přítluky
Přítluky (in tedesco Prittlach) è un comune della Repubblica Ceca facente parte del distretto di Břeclav, in Moravia Meridionale.